# Maison de tanneur (Erstein)
Pour les articles homonymes, voir Maison des Tanneurs.
La maison de tanneur est un monument historique situé à Erstein, dans le département français du Bas-Rhin.

## Localisation
Ce bâtiment est situé au 1, rue du Moulin à Erstein.

## Historique
L'édifice fait l'objet d'une inscription au titre des monuments historiques depuis 1998.